# Litotes
Litotes (gr: λιτότης [litótēs], enkelhet, återhållsamhet) är en medveten och demonstrativ underdrift i uttryckssättet (jämför engelskans understatement). En litotes kan användas för att antingen förstärka eller lindra det man vill ha sagt. Gränsen mellan litotes och metafor eller ironi är inte alltid helt lätt att dra. Motsatsen till litotes kallas hyperbol.

## Bakgrund
Litotesen är en retorisk trop och kan användas för att antingen förstärka det man vill ha sagt eller lindra det. Litotesen delar tillsammans med bland annat ironin och den retoriska frågan (erotema) egenskapen att vara svårbemött, det vill säga svår att säga emot.

## Exempel
En förstärkande litotes är "det tog sin lilla tid" (något har tagit lång tid).
En lindrande litotes är "jag har mina erfarenheter i ämnet" (är mycket påläst). 
Den lindrande litotesens syfte kan vara att framstå som ödmjuk och alldaglig.
Den förstärkande litotesen kan istället frambringa överlägsenhet. 
Litotesen tar sig ofta formen av att talaren förnekar motsatsen. "Det var inte dåligt" (det var bra), "det var inte bra" (det var dåligt).

### Kända exempel
Det finns flera kända citat som är underdrifter. Många av dem återfinns inom filmens värld och används för komisk effekt. Ett typexempel på detta är: "'Tis nothing but a scratch" (det är bara en skråma). Detta yttras av den "svarta riddaren" i Monty Pythons galna värld efter att han förlorat ena armen. Efter att även ha förlorat sin andra arm säger han "It's just a flesh wound" (det är bara ett köttsår).

## Kontextbundet
Litotesens effekt är beroende av yttre omständigheter, oavsett om syftet är att förstärka eller lindra. Bland dessa omständigheter finns talarens specifika tes och publikens preferenser. Ska en litotes användas för förstärkande effekt finns en stor portion av dess effekt i betoningen. En lyckad litotes är kontextuellt anpassad, både i innehåll och betoning. Mottagarna måste förstå att talaren tar till i över- eller underkant.

## Släktskap
Litotesen är en trop baserad på kvantitet och katalogiseras under huvudtropen synekdoke. Släktskapets röda tråd återfinns i att delen talaren nämner får skildra helheten. Litotesen har ofta en funktion liknande ironins och den retoriska frågans.